# Miguel Amaral

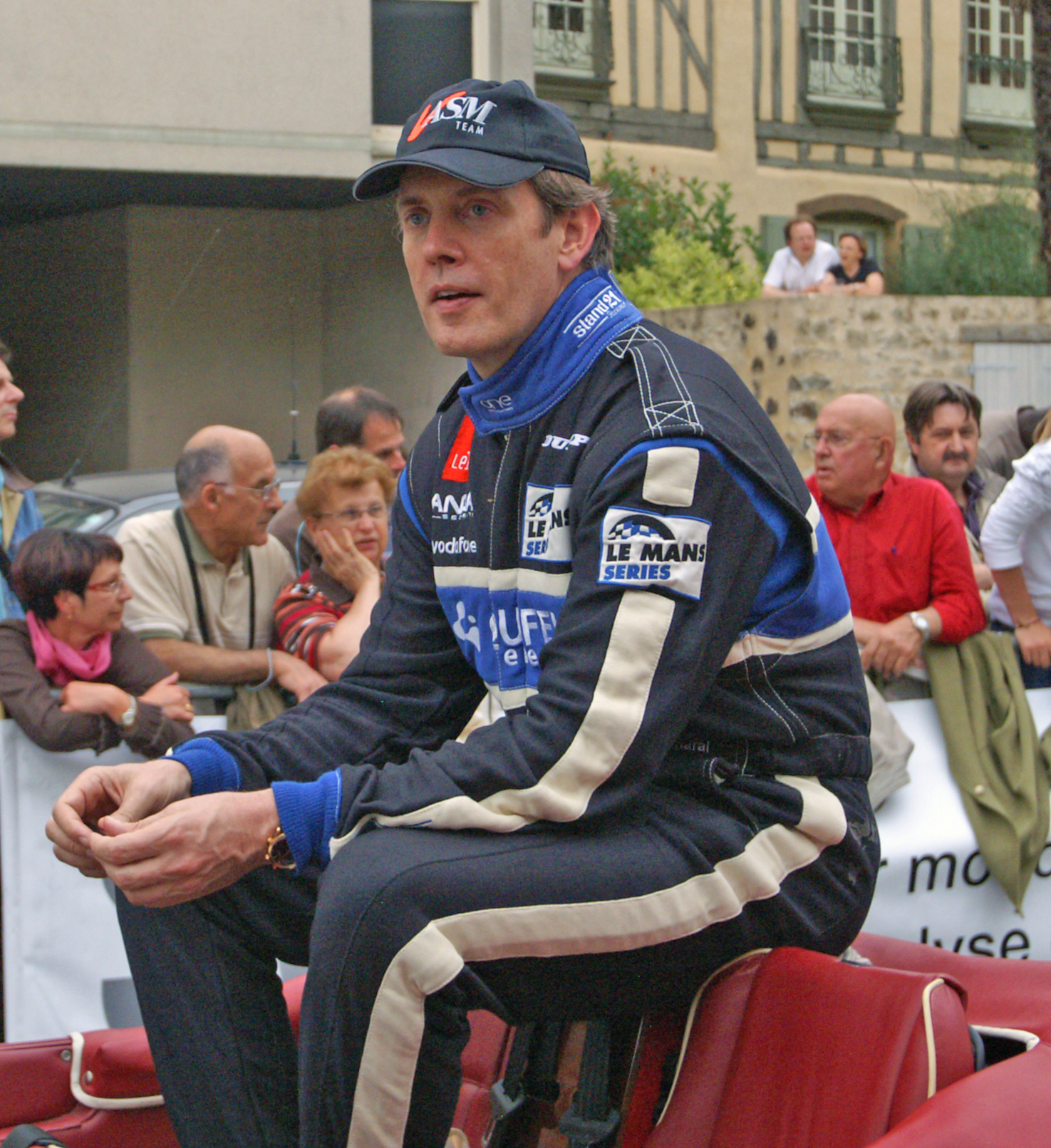
Miguel Amaral 2009 in Le Mans

Miguel Maria de Sá Pais do Amaral, 4th Count of Alferrarede (* 31. Juli 1954 in Lissabon) ist ein portugiesischer Adeliger, Unternehmer und ehemaliger Autorennfahrer.

## Unternehmer
Miguel Amaral entstammt einer portugiesischen Adelsfamilie und studierte Maschinenbau an der Insead. 1995 gründete er Media Capital, ein Medienunternehmen, das im Besitz von Rundfunkveranstaltern war. Dazu zählten der Fernsehsender Televisão Independente sowie unter anderen die Radiosender Rádio Comercial und M80 Radio. 2005 wurde das Unternehmern, das auch die Verkaufsrechte von Videos der 20th Century Fox und von Metro-Goldwyn-Mayer für Portugal besaß, an die Mediengruppe PRISA verkauft.
2007 gründete er die Quifel Group, eine Investmentgesellschaft, die in unterschiedlichen Segmenten in Europa und Südamerika tätig ist.

## Karriere als Rennfahrer
Die Fahrerkarriere von Miguel Amaral begann 2004 in der spanischen GT-Meisterschaft. Außerdem gab er in diesem Jahr sein Debüt beim 24-Stunden-Rennen von Le Mans. Ab 2006 wurde er zum regelmäßigen Starter in der European Le Mans Series. Seine besten Platzierungen in dieser Rennserie waren die zweiten Gesamtränge beim 1000-km-Rennen von Jarama 2006 und beim 1000-km-Rennen auf dem Hungaroring 2010, wo er gemeinsam mit Olivier Pla einen Ginetta-Zytek 09S fuhr. 2009 gewann der die LMP2-Endwertung der Series. 
Bei sechs Einsätzen beim 24-Stunden-Rennen von Le Mans war die besten Platzierungen die 20. Gesamtränge 2008 und 2010.

## Statistik

### Le-Mans-Ergebnisse
| Jahr | Team                                | Fahrzeug              | Teamkollege            | Teamkollege   | Platzierung | Ausfallgrund |
| ---- | ----------------------------------- | --------------------- | ---------------------- | ------------- | ----------- | ------------ |
| 2006 | Chamberlain-Synergy Motorsport      | Lola B05/40           | Miguel Ángel de Castro | Warren Hughes | Ausfall     | Defekt       |
| 2007 | Quifel ASM Team Racing for Portugal | Lola B05/40           | Miguel Ángel de Castro | Warren Hughes | Ausfall     | Unfall       |
| 2008 | Quifel ASM Team                     | Lola B05/40           | Olivier Pla            | Guy Smith     | Rang 20     |              |
| 2009 | Quifel ASM Team                     | Ginetta-Zytek GZ09S/2 | Olivier Pla            | Guy Smith     | Ausfall     | Bremsdefekt  |
| 2010 | Quifel ASM Team                     | Ginetta-Zytek GZ09S/2 | Olivier Pla            | Warren Hughes | Rang 20     |              |
| 2011 | Quifel ASM Team                     | Zytek 09SC            | Olivier Pla            | Warren Hughes | Ausfall     | Unfall       |